# Pace di Rueil
La pace di Rueil, del 12 marzo 1649, fu un compromesso che mise fine alla Fronda parlamentare che dal 1648 oppose il Parlamento di Parigi al reame.
I negoziati vennero condotti dal Presidente del Parlamento di Parigi, Mathieu Molé. Il Parlamento ottenne, tra l'altro, l'amnistia per i parlamentari, la soppressione degli Intendant (Ancien Régime) e il divieto al re di creare nuovi uffici.
In cambio, Il Parlamento annullò la deportazione di Mazzarino preso a gennaio e promise di non tenere una riunione "per alcune cause e alcuni pretesti e per opportunità di sorta." Il Parlamento quindi si impegnò a rinunciare a se stesso come contro potere indipendente.
Anne d'Austria e Mazzarino non attendevano un'occasione più favorevole per tornare a queste concessioni molto importanti.